# Pencoed
Pencoed är en ort och community i Storbritannien.   Den ligger i kommunen Bridgend och riksdelen Wales, i den södra delen av landet, 230 km väster om huvudstaden London. Antalet invånare i Pencoed community är 9 166 (2011).